# 七日町站

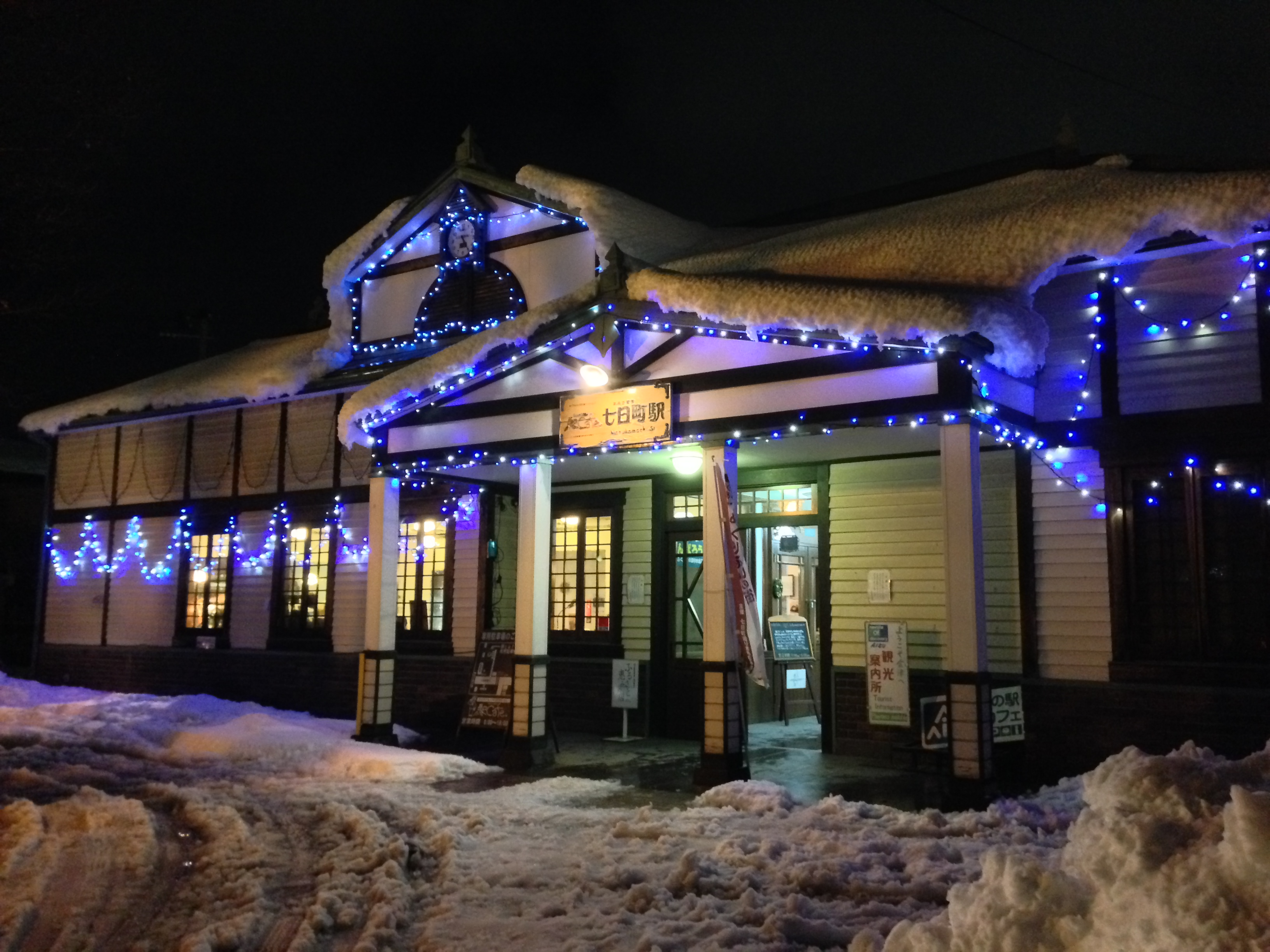
裝上燈飾的車站大樓

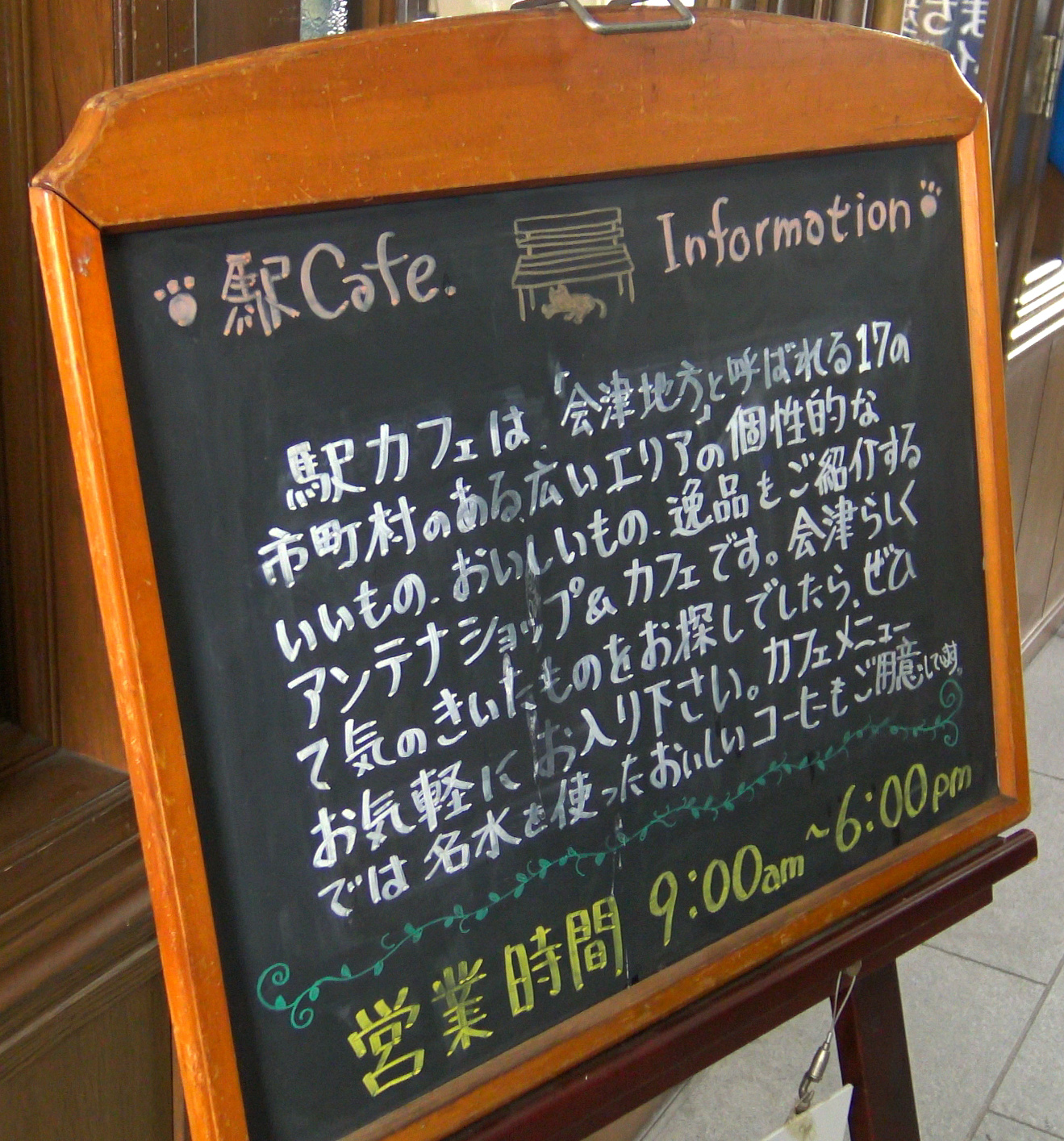
「車站Cafe.」招牌

七日町站（日语：／ Nanukamachi eki */?）是位於福島縣會津若松市七日町5番1號，東日本旅客鐵道（JR東日本）的只見線車站。
車站所在地名稱讀法為，車站名稱讀法為。

## 歷史
- 1934年（昭和9年）11月1日：國有鐵道會津線七日町站啟用。
- 1945年（昭和20年）6月20日：車站暫停營業。
- 1946年（昭和21年）6月20日：車站恢復營業。
- 1987年（昭和62年）4月1日：伴隨國鐵分割民營化，車站由東日本旅客鐵道（JR東日本）營運。
- 2002年（平成14年）7月28日：現時的車站大樓竣工[1]。「車站Cafe.」開業。

## 車站構造
此站是地面車站，設有1面1線的單式月台。此站是由會津若松站管理的無人車站。
此站是只見線內最多列車班次的區間會津若松至西若松之間的中間車站。在停站列車中，大部分班次都是直通前往會津鐵道會津線（蘆之牧溫泉、會津田島方向），只有小量班次是前往只見線只見站方向。
此站設有車站大樓，大樓內設有「車站Cafe.」，該處不能購買車票（但是可購買町中周遊巴士「高領先生」的一日乘車券）。從前此站設有自動售票機，現時被乘車站證明票發行機取代，使此站不能購買車票。
站前設有町中周遊巴士「高領先生」的乘車處。在站前度場一角建立了「七日町站開設紀念」碑。
在聖誕節期間，車站大樓會加設燈飾。

## 使用狀況
在2004年度的1日平起乘車人次為268人。
| 乘車人員變化 | 乘車人員變化 |
| 年度         | 1日平均人次  |
| ------------ | ------------ |
| 2000         | 293          |
| 2001         | 252          |
| 2002         | 263          |
| 2003         | 247          |
| 2004         | 268          |

## 車站周邊
車站附近位於會津若松市區。站前設有名為「七日町通」的幹線道路。沿路上設有各種設施和建築物。
- 阿彌陀寺（日语：阿弥陀寺 (会津若松市)）（齋藤一的陵墓在內）
- 野口英世青春通（日语：野口英世青春通り）
- 會津若松市政廳
- 福島縣立葵高等學校（日语：福島県立葵高等学校）
- 福島縣立會津工業高等學校（日语：福島県立会津工業高等学校）
- 福島縣立會津第二高等學校（日语：福島県立会津第二高等学校）
- 會津若松扎韋里奧學園小學·中學·高等學校（日语：会津若松ザベリオ学園小学校・中学校・高等学校）
- 會津若松市立日新小學
- 會津若松市立城北小學
- 會津若松市立鶴城小學
- 會津若松郵局（日语：会津若松郵便局）
- 若松七日町郵局
- 會津信用金庫（日语：会津信用金庫） 總店、七日町分店
- 大東銀行（日语：大東銀行） 會津分店
- 東邦銀行（日语：東邦銀行） 會津分店
- 福島銀行（日语：福島銀行） 會津分店
- 瑞穗銀行 會津分店
- 常陽銀行（日语：常陽銀行） 會津分店
- 第四銀行（日语：第四銀行） 會津分店
- 國道118號（日语：国道118号）、國道121號（日语：国道121号）（神明通（日语：神明通り））
- 國道252號（日语：国道252号）（七日町通）
- 福島縣道59號會津若松三島線（日语：福島県道59号会津若松三島線）
- 福島縣道326號濱崎高野會津若松線（日语：福島県道326号浜崎高野会津若松線）

## 巴士路線

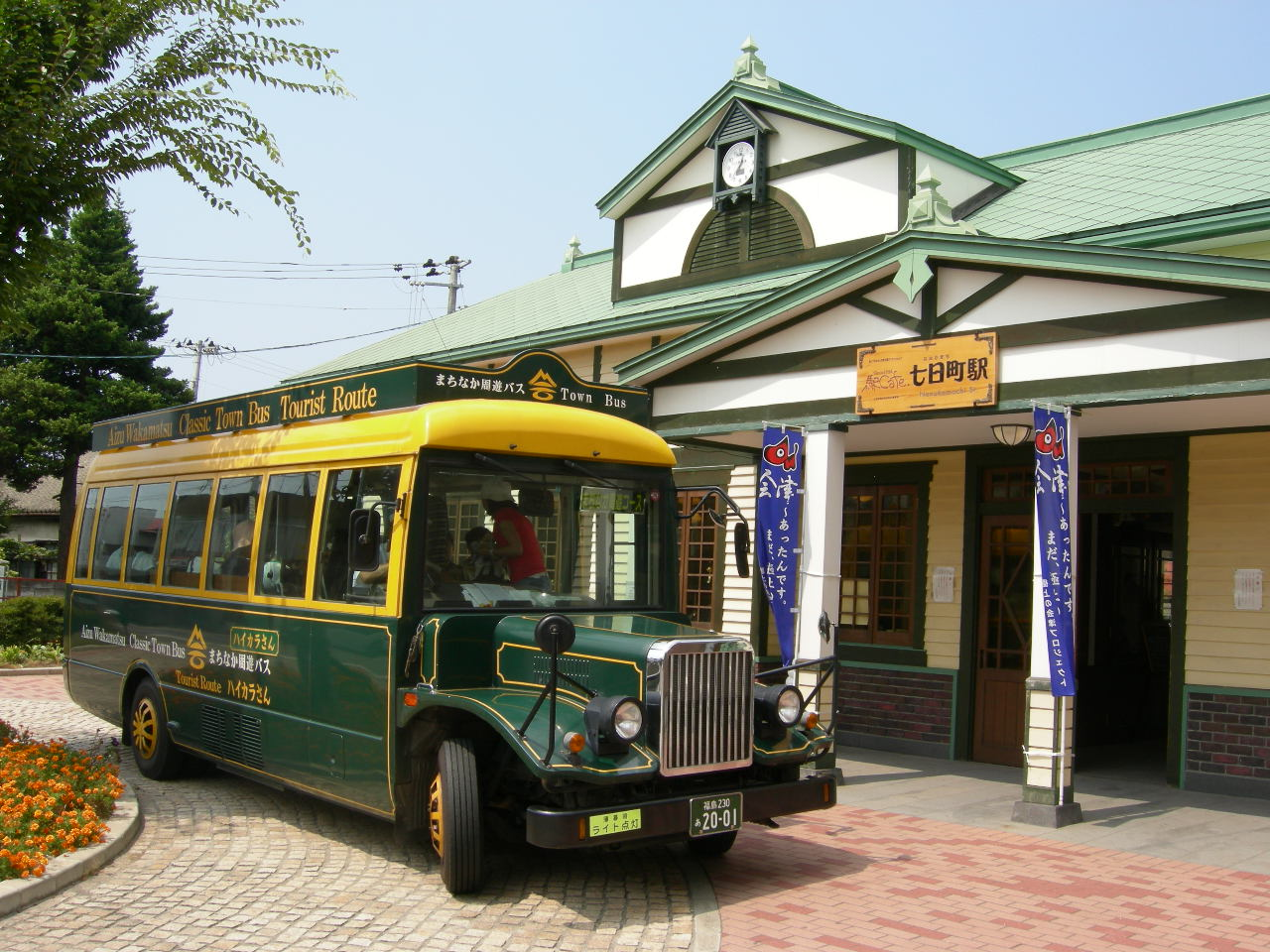
在站前停靠的町中周遊巴士「高領先生」

| 乘車處 | 系統     | 主要途經                               | 目的地           | 巴士公司       | 備註                   |
| ------ | -------- | -------------------------------------- | ---------------- | -------------- | ---------------------- |
|        | 高領先生 | 鶴城北出口、會津武家屋敷前、東山溫泉站 | 若松站前         | 町中周邊巴士   | 部分班次通過東山溫泉站 |
| 赤部   | 郵局前   | 若松站前                               |                  | 町中周邊巴士   |                        |
|        | 坂下線   | 高瀨、高久下町、喜多方街道入口         | 坂下營業所       | 會津乘合自動車 |                        |
|        | 坂下線   | 郵局前                                 | 若松站前巴士總站 | 會津乘合自動車 |                        |

## 相鄰車站
東日本旅客鐵道（JR東日本）
■只見線
會津若松－七日町－新西若松
會津鐵道
■會津線（會津若松站至西若松站之間為只見線）
□快速「AIZU山特快」、□快速「接力號」（只有上行）、■普通（包含「接力號」）
會津若松－七日町－西若松

## 注腳
1. ↑  . RAIL FAN (鐵道友之會). 2002年10月, 49 (10): 22 （日语）.
2. ↑  第120回福島県統計年鑑 （页面存档备份，存于）（日語）

## 外部連結
- 車站資訊（七日町）：東日本旅客鐵道（日語）
- 天線商店 車站Cafe. （页面存档备份，存于）（日語） - Prefect會津（會津故鄉和市町村圈協議會）